# 写真時代
写真時代（しゃしんじだい）とは、白夜書房から出版されていた雑誌である。1981年創刊。

## 概要
編集長は末井昭。写真ページの中心は荒木経惟。森山大道、倉田精二、北島敬三らの著名写真家も作品を発表した。荒木によれば、雑誌名も末井と荒木が2人で新宿で飲んでいるときに、たまたま『螢雪時代』（旺文社）の話題が出て、そこから「これからは写真の時代だ」と話が広がったところから「写真時代」になったという。
森山は1980年代のうち8年間、この雑誌の連載以外ほとんど仕事をしなかったと述べている。また、森山は粒子の荒い白黒写真で、倉田は歌舞伎町、ヤクザの生々しい息遣いを記録して、それぞれ存在感を示した。
そのほかの執筆陣に、糸井重里、上野昻志、高杉弾、南伸坊、渡辺和博、岡崎京子、姫野カオルコらを配していた。同誌に連載されていた赤瀬川原平の「超芸術トマソン」には、読者から数多くの「何の役にも立たないのに堂々と存在する物」に関する投稿写真が集まり、ブームとなった。

## 廃刊
荒木らの過激な表現によって何度か警視庁から注意され、1988年4月号にて廃刊となった。最終的な理由は、警視庁からの回収命令を受けたことによるものである。問題となったのは、被写体の女性のパンティの食い込みが激しすぎて、女性器が見えそうだったためである。

## バックナンバー
括弧内は主なモデルを示す。※を付したものは、当時において処分を受けたものである。
- 1981-9（なみ）※
- 1981-11（美樹）
- 1982-1（美香）
- 1982-3（少女M・沢井知加）※
- 1982-5（冬苺）
- 1982-7（武見あゆみ）※
- 1982-9（チャコ）
- 1982-11（ロコ）
- 1983-1（娼女）
- 1983-3（直子）
- 1983-5（敦子）
- 1983-7（エヴァ・六波羅舞）※
- 1983-9（ソフィ・エヴァ・晶子）※
- 1983-9増刊（武見あゆみ・少女M）※
- 1983-11（文）
- 1984-1（しのぶ）
- 1984-3（少女世界）
- 1984-5（藤本かをる）
- 1984-7（武見あゆみ・まりの・和貴）※
- 1984-8（少女物語）
- 1984-9（友美）
- 1984-10（夕子）
- 1984-11（ジョセリン・レイヤ・イポーネ・ミラ・ジャネット・ロスピミンダ・阿川美津子）※
- 1984-12（坂上明子）
- 1985-1（萩尾ゆかり）※
- 1985-2（ミッシェル・ジェニファー・エメルダ・ローナ）※
- 1985-3（美由起）
- 1985-4（まゆみ）
- 1985-5（京子）
- 1985-6（弓子）
- 1985-7（ＳとＭ）
- 1985-8（マリック・由樹）
- 1985-8-Jr（山下ひとみ）※
- 1985-9（貴子）
- 1985-10（ソフィ・優子）
- 1985-11（清美）
- 1985-12（美由紀・聖ミカ）※
- 1986-1（葉月・田口ゆかり）
- 1986-2（聖ミカ・片瀬典子）
- 1986-3（美奈）
- 1986-4（美由起・藤村真美）
- 1986-5（秋山舞・桜井町子）
- 1986-6（内田のぞみ）
- 1986-7（舞）
- 1986-8（真実）
- 1986-9（美貴）
- 1986-10（美緒）
- 1986-11（理香・小林恵子）
- 1986-12（美子）
- 1987-1（真紀）
- 1987-2（和美）
- 1987-3（里絵）
- 1987-4（彩美）
- 1987-5（五月なみ）
- 1987-6（なし）
- 1987-7（少女A・藤野姉妹）※
- 1987-8（亜里沙）
- 1987-9（なし）
- 1987-10（田中みどり）
- 1987-11（美穂由紀）
- 1987-12（なし）
- 1988-1（山添みづき）
- 1988-2（なし）
- 1988-3（なし）
- 1988-4（なし）

## 関連雑誌
- 写楽（小学館）
- Jam／HEAVEN（アリス出版）
- ウィークエンドスーパー（白夜書房）
- スーパー変態マガジン Billy（白夜書房）
- スーパー写真塾 （コアマガジン）
- 熱烈投稿（コアマガジン）